# Cofradía de Jesús Nazareno de Torredonjimeno

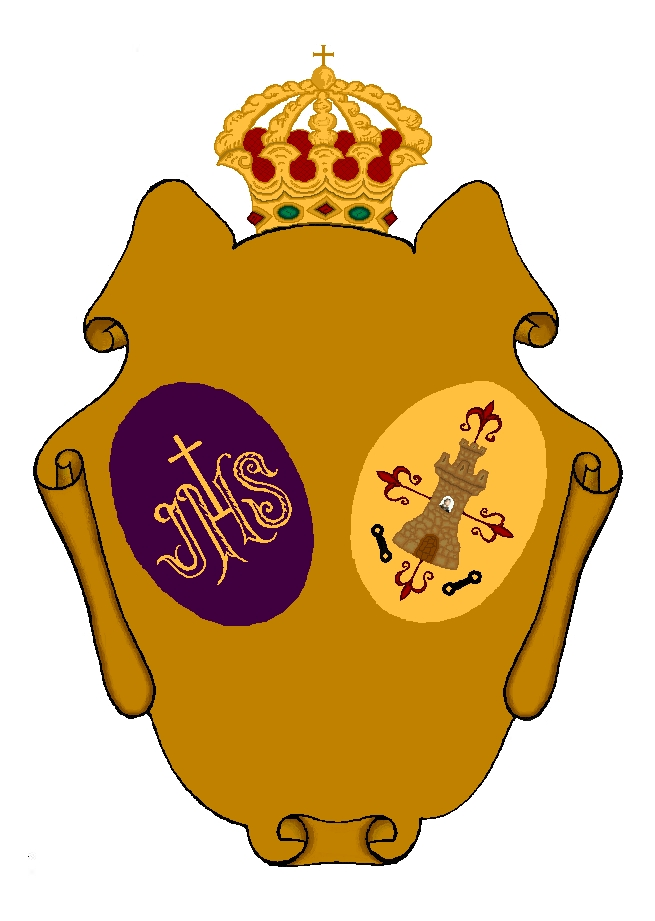
Escudo de la cofradía.

La Muy Antigua e Ilustre Cofradía de Nuestro Padre Jesús Nazareno de Torredonjimeno (Jaén) tiene su sede en la Iglesia de San Pedro Apóstol y fue la tercera en nacer entre las hermandades penitenciales de la localidad. Su creación está plenamente documentada, a diferencia de las anteriores de la Vera Cruz y la Soledad, surgidas también en el siglo XVI, pero de las que no se conoce su fecha exacta de fundación y demás pormenores.
Realiza su estación de penitencia o desfile procesional el Viernes Santo en la mañana. Las imágenes de Jesús y el Cirineo van sobre unas andas de madera estofada y dorada, portadas a hombros por los hermanos anderos de la cofradía. El traje de estatutos se compone de túnica y pañoleta de color morado y escapulario y cíngulo de esparto. Componen la cofradía alrededor de 300 hermanos, de los cuales unos 50 son anderos titulares. La hermandad está dirigida por una Junta de Gobierno presidida por el Gobernador. Los otros cargos son el Alférez, los Consiliarios Secretario y Tesorero y el Capellán. Anualmente se elige, por orden de antigüedad de los cofrades y con carácter honorífico, un Hermano Mayor. La cofradía celebra su fiesta el día 14 de septiembre, día de la Exaltación de la Santa Cruz.

## Fundación de la cofradía
La cofradía o hermandad se creó el 24 de febrero de 1595, en la iglesia del Monasterio de Nuestra Señora de la Piedad de la Orden Dominica. Fueron sus primeros capellán y gobernador, respectivamente, fray Domingo de Asles, vicario del monasterio, y don Pedro Beltrán de Villalta, miembro de la más destacada familia local, ese año uno de los dos alcaldes de Torredonjimeno. Su aprobación canónica se produjo el 5 de marzo de 1595, por auto de los Visitadores Generales de la Orden de Calatrava (a cuya jurisdicción eclesiástica pertenecía Torredonjimeno), D. Luis de Godoy y el Licenciado Quintanilla.

## Estatutos originarios
Los primeros estatutos de la hermandad constan de 14 reglas presididas por el título “Dios sobre todo”. De ellas sorprende su actualidad, pues recogen lo que sigue constituyendo la vida de la corporación.
Su contenido es el siguiente:
1.ª- Los cargos se fijan en gobernador, dos consiliarios, seis diputados, alférez,  mayordomo, y capellán.
2.ª- Se establece la fiesta principal con misa, sermón y procesión el 14 de septiembre, acordándose decir una misa al día siguiente por los cofrades vivos y difuntos.
3.ª- Se sitúa su sede en el Monasterio de Nuestra Señora de la Piedad de la villa, aunque a los pocos años se trasladó a la actual, la Iglesia de San Pedro.
4.ª- Se acuerda celebrar una Junta General de Hermanos el domingo anterior al 14 de septiembre para nombrar los cargos, de duración anual. Los elegidos tenían la obligación de pedir limosna durante su mandato.
5.ª- El traje de estatutos se componía de túnica y caperuz cerrado de lienzo morado, cordones o “soga” alrededor del cuello y cintura, y una cruz de once “quartas” de altura (sobre 2 metros) que los hermanos debían de portar como penitencia.
6.ª- Se establece la obligación de salir el Viernes Santo “al tiempo que amanezca” en procesión, presidida por el gobernador, los consiliarios y el mayordomo, cada uno con un “cetro” o báculo, el alférez con el estandarte y los diputados pidiendo limosna, y todos los hermanos cubiertos y en silencio, sin llevar guantes ni “cosas superfluas”.
El recorrido es idéntico al actual: “se salga de la dicha Yglesia y se baya a la mayor del señor San Pedro, y por la puerta Cordoba a San Roque y de alli por la calle Las Parras a la parrochia de Santa Maria y a Santa Cruz, y de alli se buelba a la Yglesia del dicho Monasterio”.
7.ª- La cuota de entrada era de 4 reales, la mitad en caso de herencia del puesto por hijo de cofrade.
8.ª- Se ordena asistir a los entierros de hermanos “con toda la cera”; y a los de sus familiares con la mitad.
9.ª- Se dispone que haya un arca para guardar los estatutos, el libro de cuentas, actas y registro y los fondos, con tres llaves, en manos del gobernador, el alférez y el mayordomo, bajo cuya custodia quedaría de no poder estar en la iglesia.
10.ª- Prohíben jurar en nombre de Dios en las juntas de hermanos, y la pertenencia a la hermandad de “morisco, mulato, negro, (...) esclavo (...) guarda, pregonero ni de estraña nación”.
11.ª- Mandan decir misas por el alma de los hermanos difuntos, pagando cada hermano 4 maravedíes para sufragarlas.
12.ª- Se acuerda celebrar una Junta de Gobierno (sólo los cargos) el cuarto domingo de Cuaresma para preparar la procesión del Viernes Santo.
13.ª- Los hermanos debían acompañar los entierros de los “frailes y monjas” del monasterio con toda la cera.
14.ª- Y por último, ordenan que todos los acuerdos de la cofradía se rijan por estas reglas.

## La Escuadra de Jesús Nazareno
La Escuadra de Jesús Nazareno se fundó el 9 de abril de 1635 y se constituyó como un grupo dentro de la cofradía, nacido con la especial misión de cuidar del culto de la imagen de Jesús Nazareno y con número fijo de plazas, cuyos miembros además de los derechos y deberes de los hermanos “ordinarios” disfrutaban de los suyos propios, existiendo unos especiales (“devotos que lleban el Sto. Cristo”) origen de los futuros anderos.
Entre sus particularidades destacan: la organización plenamente democrática; la obligación de alumbrar y portar en las procesiones a la imagen titular; la posesión y administración independiente de sus bienes; la de estar regida por un hermano mayor anual que se hacía cargo de los mismos; la existencia de uno o varios ayudantes anuales del hermano mayor (luego consiliarios vitalicios a partir de 1699); y la de reunirse en “cabildo” para tomar sus decisiones, siempre por mayoría. 
Sus miembros seguían los estatutos de la cofradía en la generalidad de las cuestiones. 
Con el tiempo, escuadra y cofradía se fundieron en una sola. Pero, al menos hasta 1725, la cofradía tuvo vida propia.

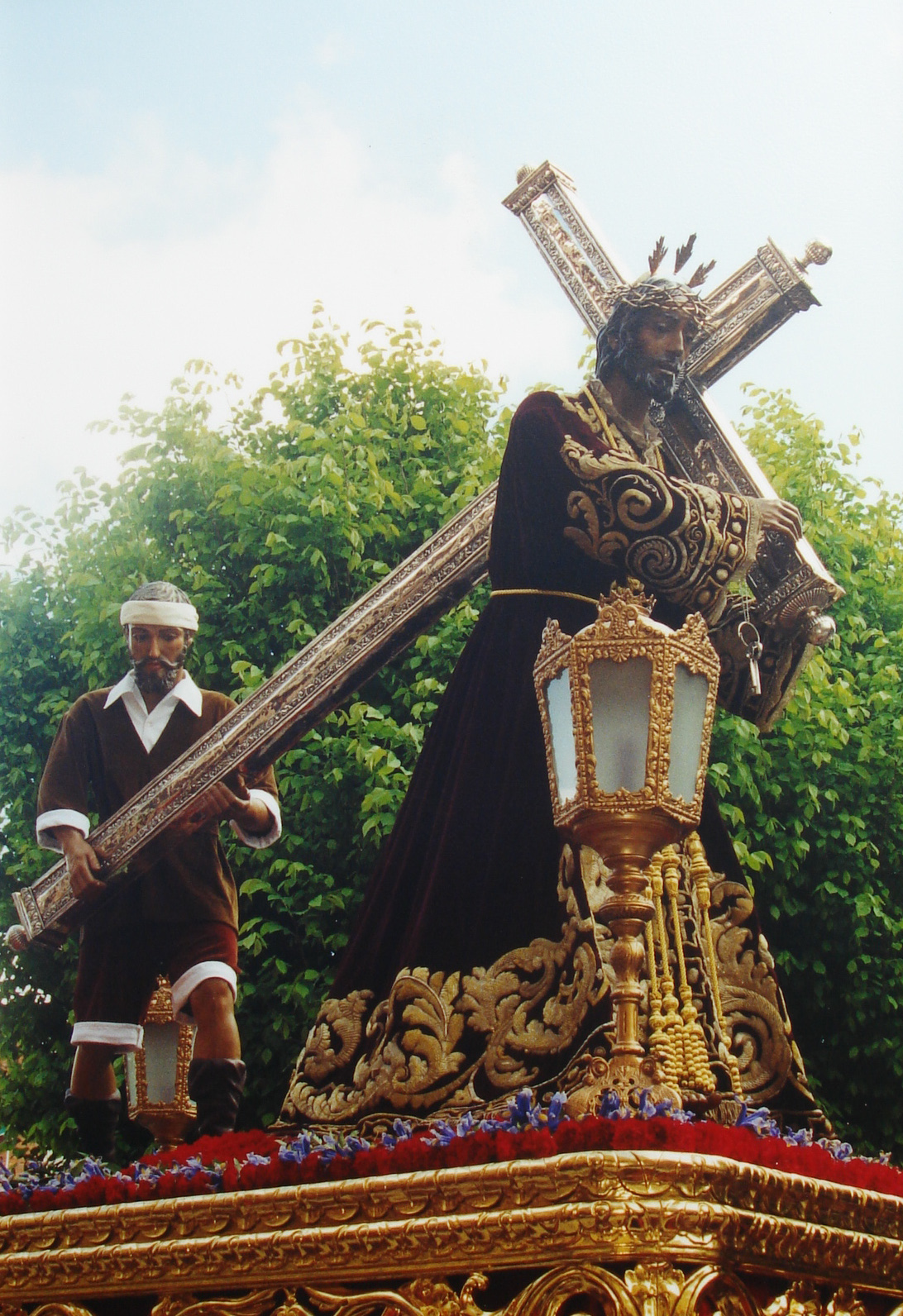
Las imágenes en 2004.

## Las rogativas y la Pascua de Mayo. Las llaves de Jesús
Son numerosas las rogativas de las que tenemos noticias, la mayoría en pedimento de lluvias, lo que dará lugar a la instauración de un voto anual y perpetuo en 1722. Dicho voto fue jurado por entidades y personas de la localidad movidas por su enorme devoción a la imagen de Jesús Nazareno y buscando la protección divina, principalmente en lo que a la prosperidad de la agricultura y ganadería se refiere, sus principales recursos. El voto, efectuado el 3 de mayo de 1722, constituye sin duda el episodio más importante en la historia de la devoción local a una imagen de Pasión. El hecho se fijó en la realización de una novena y otras fiestas (en total 18) en honor de Jesús Nazareno, en presencia de la Virgen de las Angustias como “intercesora” de su Hijo, acabando con la procesión de ambas imágenes. La promesa no se instaura con unas fechas fijas para su cumplimiento (decididas cada año por la parroquia y el ayuntamiento) pero, siguiendo la costumbre de las rogativas, se celebrará siempre en primavera, haciéndose con el tiempo coincidir su último día con el Domingo de Pentecostés; lo que finalmente devenirá en costumbre y originará su nombre popular: la Pascua de Mayo. El voto fue cumplido sin interrupción, salvo contados años, hasta 1967.  
En 1680, según nos cuenta fray Juan Lendínez en su Augusta Gemela Ilustrada, se colocaron "en las manos" de Jesús las llaves del hospital instalado en la calle del Arco (hoy de José López Arjona), a donde fue llevado en procesión en agradecimiento por la finalización de la epidemia de peste que había sufrido la villa. Igual sucedió en Martos y, al año siguiente, en Jaén, con sus respectivas imágenes. Aunque el hecho no aparece en la documentación de la cofradía ni en ninguna otra fuente conocida, en 1985, tras la reorganización de la hermandad, se le volvieron a poner las llaves a Jesús; en 1990, el hermano mayor anual Ángel Sierra Tirao donó un artístico juego de llaves de plata, que son las que porta la imagen en su brazo derecho en la procesión del Viernes Santo, en la fiesta del 14 de septiembre y demás celebraciones de la cofradía.

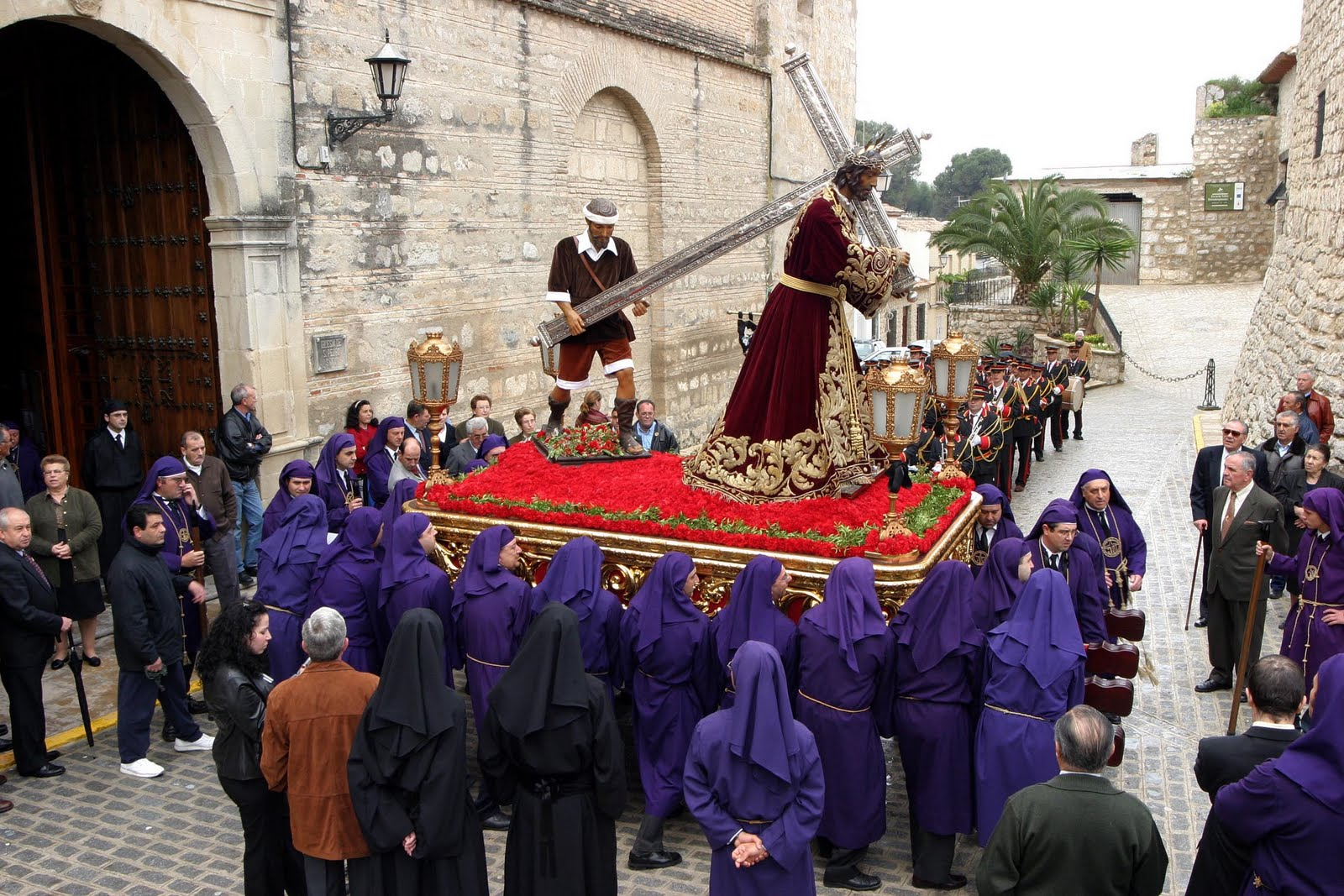
La procesión en 2010

## Los enseres y las imágenes. La cofradía en la actualidad
Entre los documentos de la hermandad, el más antiguo conservado es el “Libro de la Escuadra” de 1699, que llega hasta 1864. También se conservan el “Libro de caja del Tesorero” de 1886 y el “Libro de actas” de 1954, ambos todavía en uso. De las túnicas de Jesús bordadas en oro, destacan una hecha en Madrid en 1798, y la que se sigue utilizando el Viernes Santo, confeccionada en el taller de Micaela Pozo e Hijas de Granada en 1881. En cuanto a cordones, se poseen dos juegos antiguos de hilo de oro, unos de 1856 y otros algo posteriores. La corona también es de esta época, realizada en “plata de ley con sobredorado”. Lo más valioso del ajuar es la cruz de plata del taller de León de Jaén, con un peso de 28 libras y 14 onzas, fechada en 1864, con un coste de 4.650 pesetas. El peso del metal sería el equivalente a unos 13 kilos con 282,5 gramos de hoy. No sería exagerado decir que la túnica de Viernes Santo y la cruz de plata de la hermandad se encuentran entre los objetos más preciados de toda la Semana Santa giennense. 
La Guerra Civil supuso un duro golpe para la cofradía. Por citar lo más importante, se destruyeron la valiosa y venerada imagen del titular, obra de Juan de Arrabal de 1797, y la de Simón de Cirene añadida al paso en 1918, realizada por el castellonense de Villarreal Pascual Amorós. Afortunadamente se pudo salvar el ajuar relacionado anteriormente. Pasada la contienda, en 1941 se adquirieron las nuevas imágenes de Jesús y el Cirineo, obra del estimado autor granadino Eduardo Espinosa Cuadros. También se construyeron las andas y los demás enseres necesarios para recuperar la hermandad.  Unos años después, un devoto hermano encargó al escultor malagueño Francisco Palma Burgos la imagen de Nuestro Padre Jesús (firmada en 1951) tallada en cabeza, manos y pies, que es a la que actualmente rinde culto la hermandad, junto a la anterior del Cirineo.
La cofradía en la actualidad. Después de una época de crisis surgida a partir de 1960, y dentro de la situación emergente que empezaron a vivir las hermandades, en 1980 se puso en marcha la reorganización de la cofradía, conforme a sus normas y costumbres tradicionales. Los estatutos actuales fueron aprobados por Decreto del Obispo de Jaén de 10 de febrero de 1993. Con esa misma fecha y por otro Decreto, el Obispo declaró que, “constando (...) que la mencionada Cofradía data de tiempo inmemorial (...) la declaramos erigida”. Por su brillante historial, a la hermandad le fueron reconocidos los títulos de “Muy Antigua e Ilustre”. Después de los trámites pertinentes ante la Subdirección General de Asuntos Religiosos del Ministerio de Justicia, quedó inscrita en su registro con el número 3.213 de la Sección Especial, Grupo C, con fecha 26 de julio de 1993. En 1995 celebró su IV Centenario, con multitud de actos, entre ellos el “IV Congreso de Nazarenos de la Diócesis de Jaén” al que acudieron representantes de las cofradías de Alcalá la Real, Alcaudete, Castellar, Úbeda y Bailén, entre otras.